# Manonichthys polynemus
Manonichthys polynemus, thường được gọi là cá đạm bì vây dài, là một loài cá biển thuộc chi Manonichthys trong họ Cá đạm bì. Loài này được mô tả lần đầu tiên vào năm 1931.
Trong tiếng Hy Lạp, manon nghĩa là "bọt biển", còn ichthys nghĩa là "cá", ám chỉ tập tính sống trong bọt biển của loài này.

## Phân bố và môi trường sống
M. polynemus được phân bố ở phía tây Thái Bình Dương, và chỉ được tìm thấy ở đông bắc Indonesia và Palau. M. polynemus thường sống xung quanh những khu vực có nhiều rạn san hô và những hốc đá ngầm ven bờ, ở độ sâu khoảng 2 – 50 m, phổ biến hơn ở độ sâu 20 m.

## Mô tả
M. polynemus trưởng thành dài khoảng 12 cm. Thân của M. polynemus có màu xanh lam đậm với các chấm vàng cam khắp cơ thể. Vây bụng dài, màu trắng, là đặc điểm nhận biết của loài này. Gốc vây bụng có màu vàng tươi. Có đốm vàng hình giọt nước bên dưới mắt.
Số ngạnh ở vây lưng: 3; Số vây tia mềm ở vây lưng: 27 - 29; Số ngạnh ở vây hậu môn: 3; Số vây tia mềm ở vây hậu môn: 14 - 15; Số đốt sống: 26.
Thức ăn của M. polynemus có lẽ là rong tảo và các sinh vật phù du. Chúng thường sống đơn độc hoặc theo cặp vào mùa sinh sản. Được quan sát là ưa sống xung quanh loài bọt biển.
M. polynemus không được đánh bắt để phục vụ cho ngành thương mại cá cảnh.